# Nasser Abu Al-Nour
Nasser Ibrahim Ahmed Abu Al-Nour (en árabe: ناصر أبو النور‎) (22 de mayo de 1964 - 21 de febrero de 2024) es un enfermero palestino. Trabajó como profesor asistente en la Facultad de Enfermería afiliada a la Universidad Islámica de Gaza y fue su decano.

## Biografía
Nasser Ibrahim Ahmed Abu Al-Nour nació en el barrio de Al-Geneina de la ciudad de Rafah, al sur de la Franja de Gaza, el 22 de mayo de 1964. Estudió primaria y secundaria en las escuelas de Rafah. Asistió a la Facultad de Enfermería de la Universidad Al-Quds y obtuvo su licenciatura en enfermería en 1996. Obtuvo su maestría en administración de enfermería en la Universidad Marquette de 1997 a 1998. Obtuvo su doctorado en políticas de atención médica en la Universidad de Akron. de 1997 a 1998. 2006 hasta agosto de 2010.
Nasser Abu Al-Nour trabajó como enfermero general y luego enfermero superior en varios departamentos del Hospital Nacional Árabe desde abril de 1990 hasta agosto de 1997. Comenzó a trabajar en la Facultad de Enfermería de la Universidad Islámica de Gaza como profesor clínico a partir de Septiembre de 1996. Durante su labor en la Facultad de Enfermería ocupó varios cargos y fue miembro de varios comités, específicamente:
- Presidente del Comité de Planificación de septiembre de 2012 a septiembre de 2014.
- Presidente del Comité de Mejora de la Calidad de septiembre de 2011 a septiembre de 2012.
- Jefe del Departamento de Práctica Clínica desde septiembre de 2010 a agosto de 2011.

Él, su esposa y sus hijos murieron el 21 de febrero de 2024, durante un ataque aéreo llevado a cabo por la Fuerza Aérea de Israel contra su casa ubicada en el barrio de Al-Jeneina en la ciudad de Rafah, al sur de la Franja de Gaza, durante la respuesta israelí a la Operación Inundación de Al-Aqsa.